# Tillandsia eistetteri
Tillandsia eistetteri är en gräsväxtart som beskrevs av Renate Ehlers. Tillandsia eistetteri ingår i släktet Tillandsia och familjen Bromeliaceae. Inga underarter finns listade i Catalogue of Life.